# Breathe (Télépopmusik)
Breathe è un singolo del gruppo musicale francese Télépopmusik, pubblicato nel 2002 ed estratto dal loro album Genetic World. Il brano vede la collaborazione della cantante britannica Angela McCluskey ed è stato scritto da Fabrice Dumont, Stephan Haeri e Angela McCluskey.
Di buon successo commerciale in Europa e negli Stati Uniti, il brano è stato nominato ai Grammy Award nella categoria Grammy Award alla miglior registrazione dance nel 2004, categoria poi vinta da Kylie Minogue con Come into My World.
Il videoclip della canzone è stato diretto da Jordan Scott, figlio di Ridley Scott, prevalentemente con la tecnica del rallentatore e ha ricevuto una nomination nel 2003 come "Video musicale di musica elettronica dell'anno" al Music Video Production Association Awards.

## Tracce
EMI maxi-single (5502552)
1. Breathe (Extended Mix) – 7:16
2. Breathe (Jori Hulkkonen Remix) – 6:22
3. Breathe (Scratch Massive Attack On Breathe) – 6:30

EMI French maxi-single (724355077424)
1. Breathe (Extended Mix) – 7:16
2. Breathe (Jori Hulkkonen Remix) – 6:22
3. Breathe (Scratch Massive Attack On Breathe) – 6:29
4. Breathe (New Extended Mix) – 5:54

Enhanced Chrysalis (CD single)
1. Breathe (Radio Mix) (Music Video) – 3:13
2. Breathe (Jori Hulkkonen Remix) – 6:21
3. Breathe (New Extended Mix) – 6:02
4. Breathe (Enhanced Video) – 3:13

## Classifiche
| Classifica (2002-2003)                  | Posizione raggiunta |
| --------------------------------------- | ------------------- |
| Billboard Dance Club Songs (USA)        | 9                   |
| Billboard Hot Dance Singles Sales (USA) | 12                  |
| Billboard Dance/Mix Show Airplay (USA)  | 21                  |
| Italia                                  | 31                  |
| Billboard Rhythmic Songs (USA)          | 31                  |
| Regno Unito                             | 42                  |
| Scozia                                  | 49                  |
| Billboard Hot 100 (USA)                 | 78                  |